# دانيال إينوي
دانيال إينوي (بالإنجليزية: Daniel Inouye) (و. 1924 – 2012 م) هو سياسي، وضابط، ومحام من الولايات المتحدة الأمريكية ولد في هونولولو.
تولى منصب عضو مجلس الشيوخ الأمريكي . ويحمل رتبة عسكرية ملازم .

## التعليم
تعلم في جامعة هاواي في مانوا، وجامعة جورج واشنطن. وتحصل على شهائد جامعية دكتوراه في القانون

## جوائز
حصل على جوائز منها ميدالية الشرف، ووسام الحرية الرئاسي.